# Saint-Étienne-de-Brillouet
Saint-Étienne-de-Brillouet é uma comuna francesa na região administrativa da Pays de la Loire, no departamento de Vendéia. Estende-se por uma área de 18,93 km². Em 2010 a comuna tinha 634 habitantes (densidade: 33,5 hab./km²).